# پی‌ان‌سی

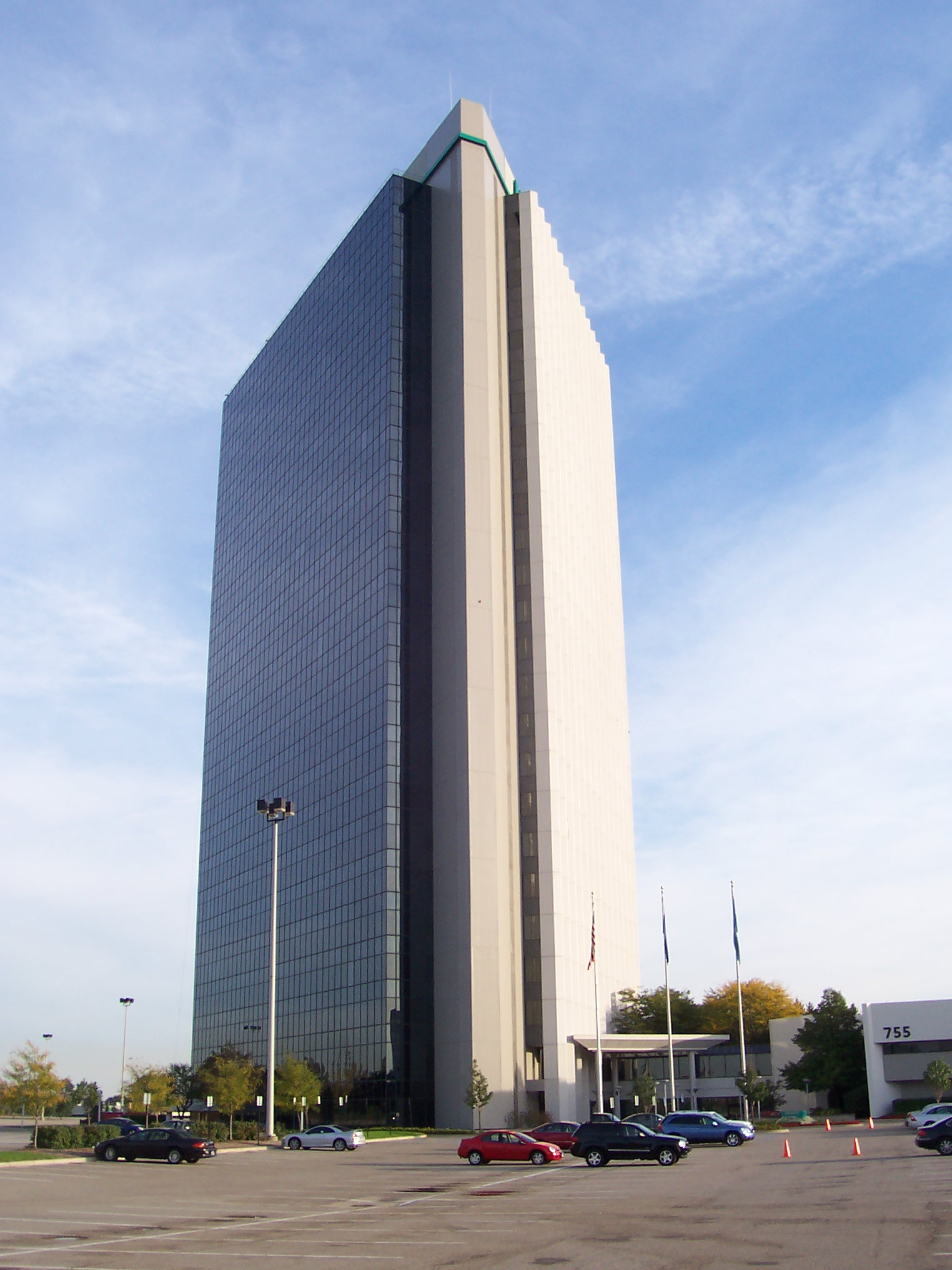
ساختمان شعبه دیترویت بانک پی‌ان‌سی مستقر در تروی، دیترویت

پی‌ان‌سی (به انگلیسی: PNC) مختصر شده بانک ملی پیتسبورگ شرکت خدمات مالی و بانکداری آمریکایی است، که با دارایی بیش از ۲۷۲ میلیارد دلار، به‌عنوان پنجمین بانک بزرگ در ایالات متحده آمریکا شناخته می‌شود.
بانک پی‌ان‌سی در سال ۱۸۵۲ راه‌اندازی شد و در حال حاضر دارای عملیات در ۱۹ ایالت و واشینگتن، دی. سی می‌باشد. شعبه مرکزی این بانک در وان پی‌ان‌سی پلازا در شهر پیتسبورگ، پنسیلوانیا قرار دارد و بخشی از سهام آن در بازار بورس نیویورک معامله می‌شود، همچنین جزئی از شاخص اس اند پی ۵۰۰ به‌شمار می‌آید.